# Albert Brülls
Albert Brülls (* 26. März 1937 in Anrath; † 28. März 2004 in Korschenbroich) war ein deutscher Fußballspieler. Von 1959 bis 1966 absolvierte er in der A-Nationalmannschaft 25 Länderspiele und erzielte dabei neun Tore. Er wurde 1966 in England mit der Nationalelf Vizeweltmeister und nahm außerdem an der Fußball-Weltmeisterschaft 1962 in Chile teil.

## Karriere

### Vereine
Brülls begann in seinem Geburtsort, beim ortsansässigen SC Viktoria Anrath, mit dem Fußballspielen und schloss sich 1952 der Jugendabteilung von Borussia Mönchengladbach an. Dort entwickelte sich Brülls als Angreifer zum Auswahlspieler in der Niederrhein-Vertretung. Am Ende der Saison 1954/55 wurde er als Nachwuchsspieler erstmals bei einem Privatspiel in der Borussia-Ligamannschaft eingesetzt. Beim 7:2-Sieg am 25. Mai 1955 gegen Preußen Dellbrück spielte er im seinerzeitigen WM-System auf Halbrechts und erzielte ein Tor. Im Juni 1955 nahm er an einer Gastspielreise mit dem Oberligateam nach Skandinavien teil, wo er sich auch als Torschütze auszeichnete. Ab der Saison 1955/56 gehörte er dem Kader der Oberligamannschaft der Borussen an, die in der Oberliga West, aber in stetigem Kampf gegen den Abstieg verstrickt war. Unter Trainer Klaus Dondorf debütierte er am ersten Spieltag, den 27. August 1955, im Auswärtsspiel gegen den Duisburger SpV, in der Oberliga West. In 29 Einsätzen erzielte Brülls zehn Tore und verhalf damit der Mannschaft vom Bökelberg zum Erreichen des elften Tabellenranges und konnte mit seiner Debütrunde in der Oberliga West zufrieden sein. Brülls, er hatte noch keinen Vertragsspielerstatus, stand im April 1956 in Bottrop in der DFB-Amateurmannschaft, die in einem Testspiel die B-Nationalmannschaft mit 3:1 Toren besiegte. Mit der Verbandsauswahl vom Niederrhein zog er im Länderpokal in das Finale ein, verlor aber mit seinen Mitspielern im Mai mit 1:3 Toren gegen Hessen. Im zweiten Spieljahr, 1956/57, hatte nach zwölf Rundenspielen BMG nach der Heimniederlage am 11. November 1956 gegen den Wuppertaler SV 0:24 Punkte aufzuweisen und stand am Tabellenende in der Oberliga West. Brülls war in allen der zwölf verlorenen Spiele aktiv gewesen und hatte zwei Tore erzielt. Im November flog er – ab Hamburg am 16. November – mit der Nationalmannschaft der Amateure zum olympischen Fußballturnier in Melbourne. Bei der 1:2-Niederlage der DFB-Amateurauswahl am 24. November 1956 im Achtelfinalspiel gegen die A-Nationalelf der Sowjetunion kam der Gladbacher aber nicht zum Einsatz. Er kehrte am 14. Dezember 1956 aus Australien zurück. Mit 39:112 Toren und 10:50 Punkten stieg Mönchengladbach 1957 in die 2. Oberliga West ab. Brülls hatte in 25 Spielen fünf Tore erzielt.
In der 2. Oberliga West schoss er die Borussen 1958 mit 23 Treffern in 29 Spielen fast alleine in die Oberliga zurück. Mit dem neuen Trainer Fritz Pliska und den Mitspielern Albert Jansen und Gerd Schommen gelang gemeinsam mit dem STV Horst-Emscher der Aufstieg. In der Oberliga stand aber sofort wieder der Kampf um den Klassenerhalt auf dem Programm. Trotzdem konnte er, als auf allen Positionen im Angriff einzusetzender Offensivspieler, mit seinen 13 Toren in 30 Oberligaspielen, die Aufmerksamkeit von Bundestrainer Sepp Herberger auf sich ziehen. Am 13. Juni 1959 stürmte er an der Seite von Mittelstürmer Erwin Stein in Luxemburg erstmals in einer deutschen Auswahl gegen eine belgische Auswahl. Mit seinem zweiten Einsatz am 20. Mai 1959 in der Juniorennationalmannschaft in Krakau gegen Polen, der Gladbacher erzielte zum 4:2-Erfolg der DFB-Junioren einen Treffer, hatte er sich endgültig in den Kreis der Nationalmannschaft gespielt. Sein eigentliches Debüt in der Nationalmannschaft fand am 4. Oktober 1959 beim Länderspiel in Bern gegen die Schweiz statt. Zum 4:0-Erfolg steuerte er auf Halbrechts einen Treffer an der Seite von Rechtsaußen Helmut Rahn und Mittelstürmer Uwe Seeler bei. Nachdem er in der Runde 1958/59 alle 30 Spiele in der Oberliga absolviert hatte, kam er im Folgejahr 1959/60 nur zu 21 Einsätzen. Brülls hatte sich beim Länderspiel am 20. Dezember 1959 in Hannover gegen Jugoslawien in der sechsten Spielminute das Wadenbein gebrochen. Am vorletzten Spieltag in der Oberliga, am 10. April 1960, rettete er aber mit seinem Siegtreffer in der 85. Minute zum 3:2-Erfolg bei Hamborn 07, die Borussia vor dem erneuten Abstieg.
Ab dem Sommer 1960 betrieb der gelernte Weber auf der Eickener Straße eine Tankstelle. Zur Saison 1960/61 übernahm Bernd Oles das Traineramt bei den Borussen und im westdeutschen Pokal zogen Brülls und Kameraden nach einem 4:3-Auswärtserfolg (zwei Tore von Brülls) im Halbfinale bei Borussia Dortmund – acht Tage vor dem Rundenstart 1960/61 – in das Endspiel ein. Drei Tage nach dem überraschenden 4:2-Sieg in der Liga bei Schalke 04 fand das westdeutsche Pokalfinale, am 24. August 1960, in Düsseldorf vor 36.000 Zuschauern gegen den eindeutigen Favoriten 1. FC Köln statt. Der Borussen-Angriff mit Brungs, Brülls, Kohn, Kablitz und Fendel setzte sich gegen die „Geißbock“-Abwehr mit Ewert, Stollenwerk, Schnellinger, Christian Breuer, Wilden und Hans Sturm mit 3:1 Toren durch und zog damit in das Halbfinale im DFB-Pokal 1960 ein. Das führte die Gladbacher am 7. September – nach dem vierten Ligaspieltag 1960/61 – in Münster ausgerechnet mit dem amtierenden Deutschen Meister Hamburger SV zusammen. Durch Tore von Brülls und Brungs setzte sich die Oles-Elf mit 2:0 Toren durch und stand damit im DFB-Pokalfinale am 5. Oktober 1960 in Düsseldorf gegen den Süddeutschen Meister des Jahres 1960, den Karlsruher SC. In der 60. Minute entschied der überragende Gladbacher Akteur, Halbstürmer Brülls, das Pokalfinale mit seinem Treffer zum 3:2-Endstand. Entscheidende Bedeutung kam dem Zweikampf im Mittelfeld gegen seinen Nationalmannschaftskollegen Horst Szymaniak bei, Brülls ging dabei als klarer Sieger hervor.
Mit dem 5:1-Sieg am 14. April 1962 im Nachholspiel gegen Viktoria Köln – Brülls traf in der 71. Minute zum 5:1 – verabschiedete sich Albert Brülls nach 160 Oberligaeinsätzen mit 38 Toren von Borussia Mönchengladbach, flog mit der Nationalmannschaft zur Endrunde der Weltmeisterschaft nach Chile vom 30. Mai bis 17. Juni und unterschrieb im Juli 1962 für eine Ablösesumme von 250.000 Mark ab der Saison 1962/63 einen Profivertrag beim italienischen Serie-A-Aufsteiger FC Modena.
Mit den „Gelb-Blauen“ in der Provinzstadt der Region Emilia-Romagna vom Stadio Alberto Braglia belegte er nach der WM 1962 in Chile in der Serie A den elften Platz. Vier Tore erzielte er in seinem ersten Jahr in Modena. Als Helmut Haller mit dem FC Bologna 1963/64 die Meisterschaft erringen konnte, stieg Brülls mit Modena in die Serie B ab. Dort kam er 1965 mit seinem Club auf den siebten Rang (20-2) und unterschrieb für die Ablöse von 384.000 Mark beim Meister und Aufsteiger Brescia Calcio zur Saison 1965/66 einen neuen Vertrag. Mit dem Aufsteiger aus der Lombardei kam er im Weltmeisterschaftsjahr 1966 auf den neunten Rang und erzielte für Brescia sechs Tore. Als Brescia 1968 aus der Serie A abstieg, nahm der 31-Jährige ein Angebot von Young Boys Bern an und wechselte nach insgesamt 107 Spielen in der Serie A mit 12 Toren in die Schweiz. Mit den „Schwarz-Gelben“ vom Wankdorf-Stadion belegte er 1969 den vierten und 1970 den fünften Rang in der Nationalliga A. Für Bern absolvierte der Ex-Nationalspieler in den zwei Runden 49 Ligaspiele und erzielte ein Tor.
Zur Saison 1970/71 wechselte er zum VfR Neuss in die Regionalliga West. Von 1970 bis 1972 absolvierte der Ex-Nationalspieler 64 Punktspiele und erzielte 18 Tore. Als 16. stieg die Mannschaft um Torhüter Klaus Schonz, Rolf Grünther und Hans-Werner Moors im Sommer 1972 aus der Regionalliga West ab.
Nach der Spielerkarriere war Brülls noch im Amateurbereich als Trainer tätig. Die Stationen waren der VfR Neuss (bis 1975), 1. FC Mülheim, Fortuna Mönchengladbach, VfR Büttgen und TuS Reuschenberg. Beschäftigt war Albert Brülls bis zu seiner Pensionierung im Kultur- und Sportamt des Kreises Neuss.
Sein langjähriger Mannschaftskamerad bei Borussia Mönchengladbach, Gerd Schommen, beschreibt seinen Wert für den Club und seine Bedeutung für die Mannschaft mit den Worten:

„Er war ein begnadeter Fußballer. Albert war für uns unersetzlich, dazu ein herzlicher und ehrlicher Kamerad, der sein Können in den Dienst der Mannschaft stellte. Er hätte eine bessere Mannschaft verdient gehabt.“

### Nationalmannschaft
Sein erstes Länderspiel für eine Auswahl des DFB bestritt Brülls am 23. September 1958 in Kiel beim torlosen Unentschieden der U-23-Nationalmannschaft gegen die Auswahl Dänemarks. Beim 4:2-Sieg am 20. Mai 1959 in Krakau gegen die Auswahlmannschaft Polens erzielte er sein einziges Tor für diese Auswahlmannschaft – es war zugleich sein letzter Einsatz in dieser Altersklasse.
Nach seinem Debüt in der A-Nationalmannschaft am 4. Oktober 1959 in Bern gegen die Schweiz gehörte der Angreifer aus Mönchengladbach bis einschließlich der Weltmeisterschaft 1962 in Chile der Stammbesetzung von Bundestrainer Sepp Herberger an. Von seinem Debüt am 4. Oktober 1959 bis zur 0:1-Niederlage am 10. Juni 1962 in Santiago de Chile im Viertelfinalspiel gegen Jugoslawien bestritt der Angreifer aus Mönchengladbach alle 22 Länderspiele des DFB in diesem Zeitraum. So stand er auch in den WM-Qualifikationsspielen 1960 und 1961 gegen Nordirland und Griechenland in den siegreichen DFB-Teams. Beim WM-Turnier in Chile bestritt er alle vier Spiele der deutschen Mannschaft gegen Italien, Schweiz, Chile und Jugoslawien. Bei der 0:1-Viertelfinalniederlage am 10. Juni 1962 gegen Jugoslawien absolvierte Brülls sein 22. Länderspiel. Durch seinen Wechsel nach Italien wurde er in den nächsten Jahren nicht mehr im DFB-Team berücksichtigt. Am 23. März 1966 führte Herberger-Nachfolger Helmut Schön seine „Rückholaktion“ beim Länderspiel in Rotterdam gegen die Niederlande durch. Beim 4:2-Sieg stürmte Brülls auf Rechtsaußen.
Er wurde für die Weltmeisterschaft 1966 in England nominiert und stürmte dort in den zwei Gruppenspielen gegen die Schweiz und Argentinien am rechten Flügel des späteren Vizeweltmeisters, wobei er sich in der Begegnung gegen Argentinien verletzte und für die nachfolgenden Spiele ausfiel. Obwohl zum Finale gegen England wieder genesen, wurde Brülls nicht berücksichtigt. Nach den England-Tagen war die Nationalmannschaftskarriere von Brülls nach 25 Länderspielen mit neun Toren beendet.

## Erfolge
- Finalist der Weltmeisterschaft 1966
- Viertelfinalist der Weltmeisterschaft 1962
- DFB-Pokal-Sieger 1960
- DFB-Pokal-Torschützenkönig 1960, 2 Tore; gemeinsam mit Gustav Witlatschil

## Auszeichnungen
Am 30. Juli 1966 wurde ihm vom Bundespräsidenten das Silberne Lorbeerblatt verliehen.

## Sonstiges
Brülls arbeite nach Beendigung seiner aktiven Laufbahn unter anderem im Medienzentrum des Kreises Neuss.
Albert Brülls starb am 28. März 2004, nach schwerer Krankheit in seinem Haus im Korschenbroicher Stadtteil Raderbroich. Er wurde auf dem Hauptfriedhof in Mönchengladbach beigesetzt.
Zu seinem Gedenken wurde in seinem Geburtsort Anrath in einem Neubaugebiet eine Straße nach ihm benannt, ebenso in unmittelbarer Nähe des Stadions von Borussia Mönchengladbach.
In der Klubhymne "Aber eins, aber eins..." von Regionalligist Alemannia Aachen wird Brülls wie auch Uwe Seeler erwähnt ("Wir brauchen keinen Seeler, keinen Brülls, denn wir kaufen alle Spieler bei Marl-Hüls").